# Bornstedter Friedhof

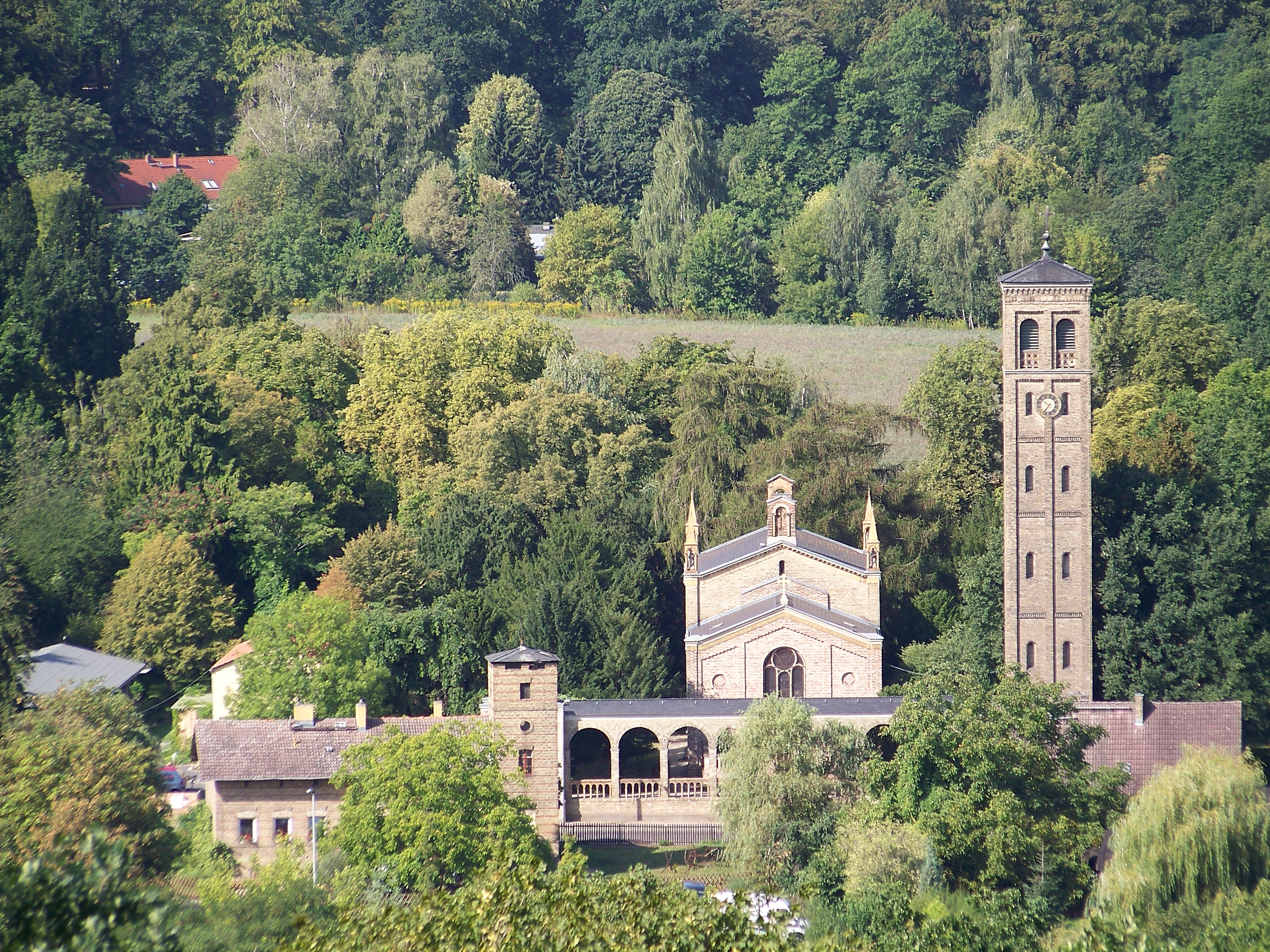
Die vom Friedhof umgebene Bornstedter Kirche, Blick vom Ruinenberg

Der Bornstedter Friedhof liegt direkt gegenüber dem Krongut Bornstedt in direkter Nachbarschaft zur Potsdamer Orangerie. Auf ihm sind nicht nur Einwohner von Bornstedt begraben, sondern auch zahlreiche Persönlichkeiten. Bereits Theodor Fontane schrieb: Was in Sanssouci stirbt, wird in Bornstedt begraben.

## Geschichte

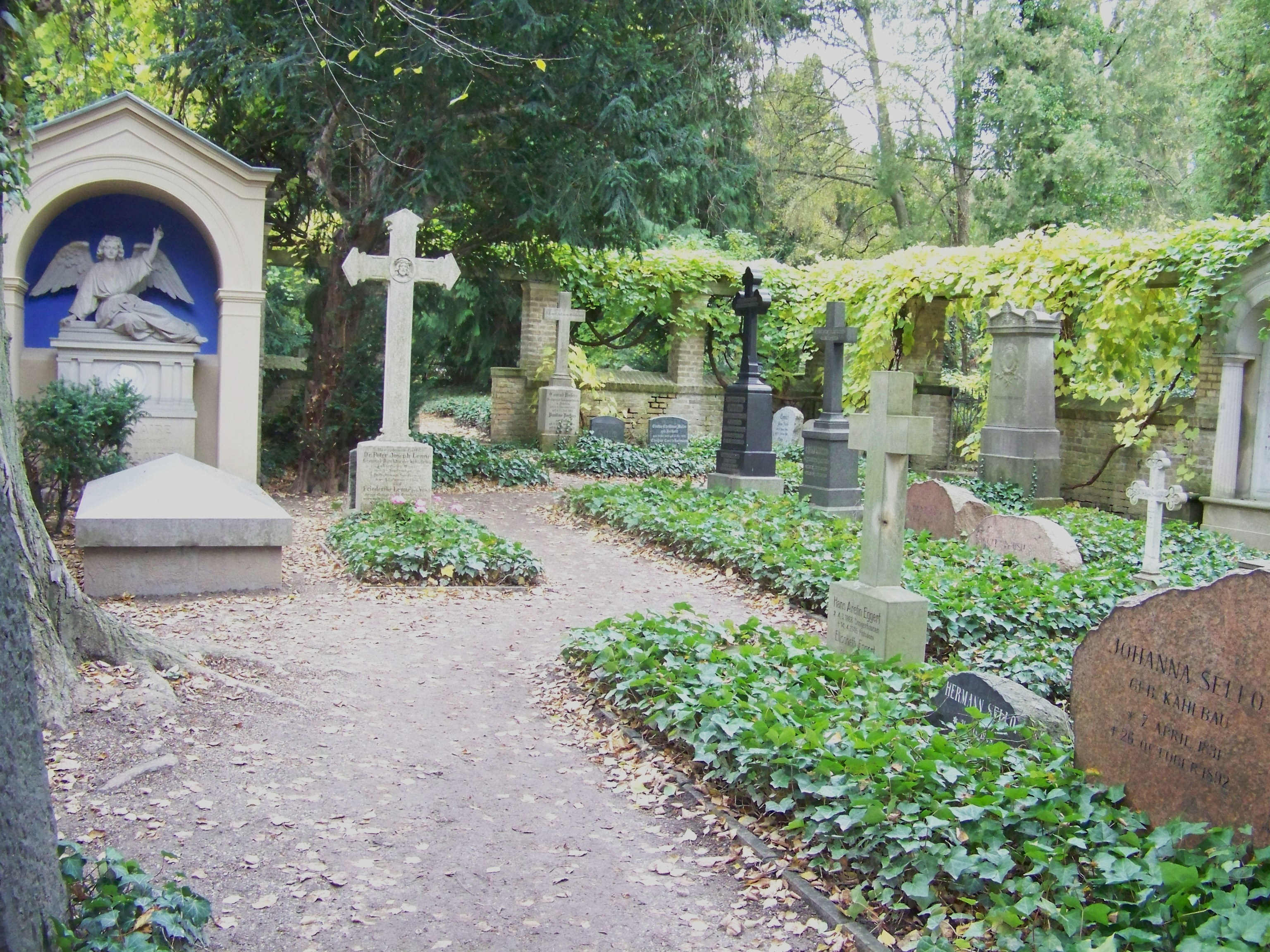
Die Erbbegräbnisstätte der Familie Sello

Der Kirchhof des 1935 nach Potsdam eingemeindeten Dorfes Bornstedt ist seit dem 18. Jahrhundert vom Bürgertum und vom Adel gern zur letzten Ruhestätte gewählt worden. Der Friedhof als solcher wurde bereits 1599 angelegt. Im Verlauf der Jahrhunderte wurde er stetig erweitert. Bis zur Einrichtung einer eigenen Pfarrstelle im Jahre 1860 betreuten die Geistlichen der Potsdamer Stadtpfarrkirche, ab 1721 Sankt Nikolai bzw. ab 1848 die der Friedenskirche das Dorf und den Friedhof. Der Kurfürst Friedrich Wilhelm hatte das Gut Bornstedt schon 1664 gekauft. Es unterstand damals dem Amt Potsdam. In der Zeit von 1734 bis 1826 war es selbstständig. Seine Aufgabe war hauptsächlich die Versorgung des Großen Militärwaisenhauses in Potsdam. Im Jahre 1864 wurde es dem Kronprinzen Friedrich Wilhelm als Kronfideikommissgut zur Verfügung gestellt. Eine Umgestaltung des Kirchhofs ab 1867 folgte. Theodor Fontane besuchte 1869 den Friedhof und fand noch die traditionelle Obst- und Grasnutzung durch den Küster vor. Erst zehn Jahre später wurde diese Nutzung beendet. Der heutige Zustand geht auf die Wiederbelegung ab 1897 und eine Umgestaltung in den Jahren 1911 und 1912 zurück. Der unter Denkmalschutz stehende Teil 1 des Friedhofes wird nicht mehr belegt. Er gliedert sich in fünf Teile und den Sello-Friedhof.
Auf dem Teil II des Friedhofs befindet sich auch die nach Plänen von Reinhold Persius um 1900 erbaute Trauerhalle. Dank eines Fonds der Weltkulturorganisation der UNESCO konnte die Trauerhalle im Jahr 2010 denkmalgerecht saniert werden. Es entstand auch ein neuer Anbau, nachdem der in den 1970er Jahren gebaute auf schlechtem Untergrund ins Rutschen gelangte.
Die in Potsdam mangelhaften Möglichkeiten zur Einrichtung repräsentativer Erbbegräbnisse veranlassten Adel und Bürgertum, auf den umliegenden Dörfern, vor allem aber in Bornstedt, Grabgewölbe einzurichten. Diese Gewölbe und Grabkapellen, wie auch die Begräbnisse in der Kirche selbst, sind durch den Abriss der Dorfkirche und die Neubauten 1805 und 1856 verloren gegangen. Durch einen Anbau an die Kirche 1881/82 verkleinerte sich der östliche Teil des Friedhofes weiter.
Große Teile des nördlichen Potsdam, wie auch die Schlösser und Gärten von Sanssouci, entstanden auf der Bornstedter Gemarkung. Der Bornstedter Friedhof entwickelte sich seit der zweiten Hälfte des 18. Jahrhunderts zum bevorzugten Begräbnisplatz von Hofgärtnern, Hofbeamten und Würdenträgern aus der Zeit der Monarchie. Bis 1905 entstanden so fünf Friedhofsteile, die heute noch deutlich voneinander getrennt sind. Ein besonderer Bereich ist der Friedhof der Hofgärtnerfamilie Sello. Er wurde 1844 von Ludwig Hermann Sello angekauft und war zur Bestattung von Familienangehörigen und Freunden bestimmt.
An der Eichenallee, der nördlichen Begrenzung des Friedhofs, befindet sich ein kleiner Heldenhain für Gefallene aus dem Ersten Weltkrieg. Hans Kölle gestaltete 1935/36 im Auftrag von Hans Friedrichs, dem damaligen Oberbürgermeister Potsdams, den schlichten Hain. In der Gedenkanlage befindet sich rechts vom Eingang eine Bronze-Skulptur, die 1937 von Walter E. Lemcke geschaffen wurde.

## Grabmale
Teil des Bornstedter Kirchhofs ist der Friedhof der Familienstiftung Hofgärtner Hermann Sello. Dieser Familienfriedhof vereint, wie Theodor Fontane in seinen Wanderungen durch die Mark Brandenburg beschreibt, „Hofgärtner in Bataillonen“ aus den Gärtnerfamilien Sello und Nietner. Auf diesem privaten Teil des Bornstedter Friedhofs (Erbbegräbnisplatz) findet man auch die Gräber des berühmten Landschaftsgärtners Peter Joseph Lenné sowie der Architekten Friedrich Ludwig Persius und Reinhold Persius sowie Ferdinand von Arnim.
Über 500 namhafte Persönlichkeiten ruhen auf den fünf Teilen des Bornstedter Friedhofs.

## Die Bornstedter Kirche

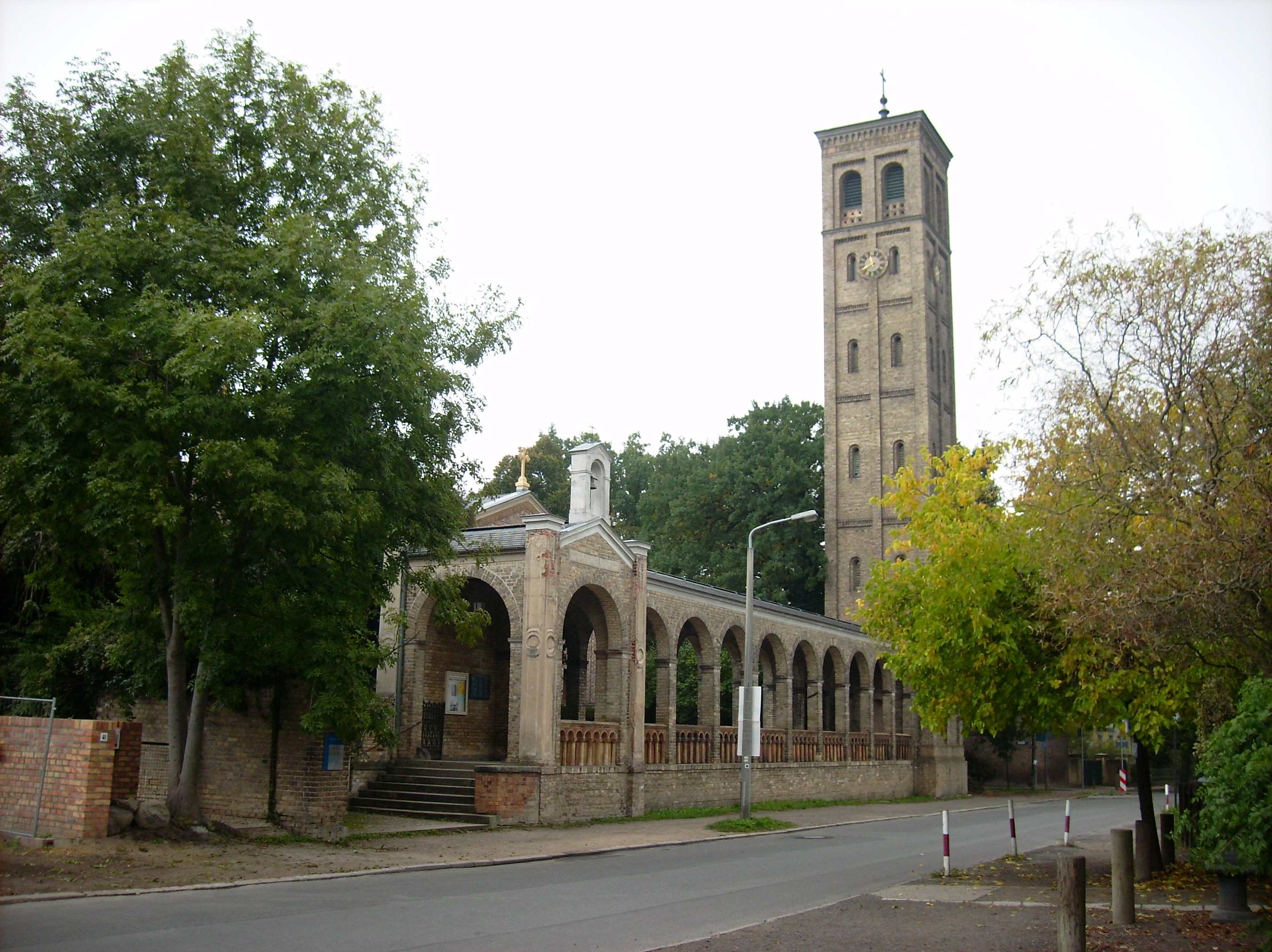
Bogengang und Glockenturm der Kirche

Die hinter einem vorgelagerten Arkadengang mit freistehendem, 34 Meter hohem Campanile an der Ribbeckstraße gelegene Kirche entstand unter Beteiligung König Friedrich Wilhelms IV. im italienischen Architekturstil. Sie ersetzte die erst 1805 neu erbaute „Zweite Bornstedter Kirche“, die auf die im 16. Jahrhundert errichtete „Erste Bornstedter Kirche“ folgte. Nach 1842/43 vorgelegten ersten Planungen von Ludwig Persius wurde Friedrich August Stüler mit dem weiteren Entwurf beauftragt. Die 1854/55 erfolgte Ausführung oblag dem Architekten Johann Heinrich Haeberlin. 1881/82 erhielt die Bornstedter Kirche durch die Umbauten von Reinhold Persius ihr heutiges Aussehen.